# Ягулка (притока Вожойки)
Ягу́лка (старовинна назва — Серчегвайка, рос. Ягулка) — річка у Зав'яловському районі Удмуртії, Росія, права притока Вожойки.
Довжина річки становить 12 км. Бере початок на захід від села Новомихайловський. Протікає спочатку дугою на північ, в селі Старе Михайловське повертає на південний схід і лише в нижній течії повертає на схід. Верхня і нижня течії протікають через лісові масиви.
На річці розташовані села Старе Михайловське, Крестовоздвиженське та Ягул. На Ягулці збудовано 2 стави — у селах Крестовоздвиженське та Ягул. В останньому селі також збдовано автомобільний міст.